# Roffelhörner
Roffelhörner är en bergstopp i Schweiz.   Den ligger i kantonen Valais, i den södra delen av landet, 110 km söder om huvudstaden Bern. Toppen på Roffelhörner är 3 563 meter över havet, eller 48 meter över den omgivande terrängen. Bredden vid basen är 0,40 km.
Terrängen runt Roffelhörner är huvudsakligen mycket bergig. Runt Roffelhörner är det glesbefolkat, med 8 invånare per kvadratkilometer.. Närmaste större samhälle är Zermatt, 13,4 km väster om Roffelhörner. 
Trakten runt Roffelhörner består i huvudsak av gräsmarker.